# Мацумае Сукехіро
Мацумае Сукехіро (24 жовтня 1726 — 8 травня 1765) — 7-й даймьо Мацумае-хана.

## Життєпис
Походив з самурайського роду Мацумае. Старший син даймьо Мацумае Куніхіро.Народився у 1726 році. У 1740 року отримав офіційний статус спадкоємця батька. Того ж року відвідав ставку сьогуна, отримавши номінальну посаду камі (губернатора) провінції Вакасі й молодший п'ятий ранг. У 1743 році після смерті батька успадкував Мацумае-хан.
Загалом продовжив політику попередника, сприяючи колонізації Хоккайдо, Курил і південного Сахаліну японцями. За його час зміцнилася система басьо (торгівельних факторій) на Хоккайдо, Південних Курилах (перша басьо була створена на Кунаширі 1754 року). Водночас починаються конфлікти з торгівцями Сінгуя Куемон, Хідая Кубее, Кобаясі Соґоро, що брали басьо у відкуп. В продовження політики батька спряв утворенню об'єднання купців в містах Хакодате і Есасі.
Водночас посилилася політика асиміляції айнів. З 1756 року головний сановник даймьо Ніюі Міцуго розпочав дій з перетворення айнів на хякусей (підвладних селян), внаслідок чого перших змушували робити японські зачіски сакаякі, змінювати деякі звичаї. У відповідь деякі айни з районів Мацудзакі, Рокудзьонома, Фудзісіма, Камадзава, Каміутецу, Сімоутецу відмовилися підкорятися втекли у гори, створивши в майбутньому базу для спротиву.
Помер Мацумае Сукехіро у 1765 році. Йому спадкував старший син Мацумае Мітіхіро.